# Naya Rivera
Naya Marie Rivera (født 12. januar 1987 - død 8. juli 2020) var en amerikansk skuespiller, singer-songwriter, og model. Naya Rivera var mest kendt for sin optræden i tv-serien Glee.

## Tidlige liv
Rivera blev født i Valencia, Santa Clarita, Californien, og boede i eller omkring Los Angeles i det meste af sit liv. Hun var halv Puerto Ricaner, kvart afrikaner og kvart tysker.  Hun var datter af George og Yolanda Rivera.  og søster til Mychal Rivera. Allerede i løbet af hendes første leveår, begyndte hun at blive repræsenteret af den samme agent som hendes mor, der var flyttet til Los Angeles for at blive model. 

## Personlige liv
I 2010 datede Rivera Glee-medspilleren Mark Salling. I forbindelse med deres forhold, blev hun beskyldt for for at "ægge" Sallings bil, men hun afviste disse beskyldninger. Rivera begyndte at date musikeren Big Sean i april 2013. De annoncerede deres forlovelse i oktober, men brød med hinanden i april 2014. Kort efter begyndte Rivera at date skuespilleren Ryan Dorsey. Rivera og Dorsey blev gift den 19. juli 2014 i Cabo San Lucas, Mexico.
Den 14. juni 2018 gik deres skilsmisse igennem.

### Velgørende arbejde
Rivera dedikerede sin tid til forskellige velgørende organisationer, herunder GLAAD, The Trevor Project, Stand Up to Cancer, The Elephant Project, og The Sunshine Foundation.

### Religion
Vedrørende hendes religiøse synspunkter, bemærkede Rivera i et interview med magasinet Latina, at hun var opdraget en troende kristen, men varmeget privat omkring det, og bemærkede den konflikt, der kan opstå som følge af at afsløre sådanne oplysninger: "Det er svært og den slags trist, at du føler behov for at træde let, når du siger:" Ja, jeg går i kirke, og jeg læser Bibelen, fordi når du gør det, vil folk være ligesom, 'Hvorfor er hendes bryster ud? Hvorfor er hendes mave vist? Hvorfor spiller hun en lesbisk? " Jeg ønsker ikke at beskæftige sig med de ting, så jeg har aldrig rigtig diskuteret det. Det er meget personligt."

### Forsvinding og død
Den 8. juli 2020 tog Rivera og hendes 4-årige søn, Josey, i en lejet båd ud på Lake Piru nordvest for Los Angeles. Efter 3 timer på søen, blev sønnen fundet alene i båden, men Rivera var ingen steder at se. Fredag den 10. juli, udtalte politi og redningsfolk, at hun højst sandsynligt ikke længere var i live.
Den 13. juli 2020 blev det annonceret, at et lig var fundet i Lake Piru. Sheriffens kaptajn, der talte med Los Angeles Times, sagde, at kroppen var blevet opdaget flydende i søen af dykkere, da søgningen blev genoptaget om morgenen, og tilføjede, at han håbede, at det ville bringe familien fred.
Det blev bekræftet at det var Riveras krop, på en pressekonference senere samme dag.